# 夏樹静子ミステリー アリバイの彼方に
『夏樹静子ミステリー アリバイの彼方に』（なつきしずこミステリー アリバイのかなたに）は、2000年から2005年までフジテレビ系「金曜エンタテイメント」で放送された刑事ドラマシリーズ。全4回。主演は小堺一機。
長野県警に勤務する叩き上げの刑事・湯原（小堺一機）が殺人事件の捜査に取り組む活躍ぶりを、人情味のあるストーリー、演出とともに、スリリングに描く。湯原は子連れの女性・今日子と結婚しており、連れ子の息子との関係に四苦八苦するホームドラマ的エピソードが、物語のアクセントとなっている。原作は夏樹静子。第2作以降は夏樹のミステリー作品の主要なプロットやトリックを、第1作の設定に当てはめて制作されている。
主演の小堺と同じ事務所（浅井企画）に所属する俳優・剛州が出演するのが恒例となっている（第1作では湯原の同僚役だったが、以後はチョイ役）

## キャスト

### 湯原家
湯原直之
演 - 小堺一機
経歴：上田西警察署刑事課（第1作）
→ 上田東警察署刑事課強行犯係（第2作）
→ 上諏訪警察署（第3作・第4作）
階級は巡査部長。この階級になって11年が経過している。高校の同級生である友人に事件の容疑がかかり、刑事と友人の両面から悩んだことも。同級生からは「直」と呼ばれている。
湯原今日子
演 - 坂口良子（第1作・第2作）、かとうかずこ（現・かず子）（第3作・第4作）
直之の妻。離婚歴あり。夫を「悩まない人」と思っていたが、捜査の悩みを打ち明けられたことから夫婦の絆を深めていく。自分の意外な一言によって、直之が事件解決のヒントにする事も。息子の成長が一段落着いた時を見据え、パソコン教室に通い始めている。
湯原高志
演 - 深川雄太
今日子の息子。幼稚園児（第1作） → 小学2年生（第2作）。直之と同居して1年が経つも他人行儀であったが、親子としての関係を築き始める。第1・2作とも車にはねられそうになるが間一髪で助かっている。直之の仕事を理解しているように見えるも、父親の役割を犠牲にしている直之を不満に思う事も。

### 警察関係者
森岡幸吉
演 - 望月太郎（第1作）、小沢象（第2作）
経歴：上田西警察署（第1作）
→ 上田東警察署（第2作）
刑事課長。直之に警部補への昇進試験を勧めている。
山下春江
演 - あき竹城（第2作 - 第4作）
南信機動鑑識班。愛称は「山ちゃん」。
大村藤五郎
演 - 谷啓（第2作・第3作）
経歴：別所温泉警察署（第2作）
→ 上田東警察署（第3作）
刑事。愛称は「村さん」。定年前に汚点を残したくないために、捜査協力する。庭での盆栽いじりが趣味。
吉岡光雄
演 - 関口知宏（第3作・第4作）
上諏訪警察署の刑事。直之の後輩。
河内俊雄
演 - 上田耕一（第3作・第4作）
上諏訪警察署の刑事課長。

### ゲスト
第1作「高校時代の親友にかかった殺人容疑!! 謎のカギは被害者に振り込まれていた300万！家族愛が生む皮肉な結末…」（2000年）
- 喜多川みどり（喜多川の妻） - 未來貴子
- 小山（上田西警察署刑事課 刑事） - 葛山信吾
- 石上弘夫（クラブのバーテン・大学生） - 押尾学
- 田代（上田西警察署刑事課 刑事） - 剛州
- クラブのママ - 朝比奈順子
- 香山美輪子（クラブのホステス） - 葉山レイコ
- 国木（大学教授） - 浅沼晋平
- クラブのホステス - 池沢郁絵
- 木村（湯原の同窓生） - ルー大柴
- 湯原の同窓生 - 風祭ゆき
- 幼稚園の園長 - 銀粉蝶
- 喜多川秀彦（喜多川とみどりの息子・高校生） - 岡田伸太郎
- 美輪子と同じマンションに住む主婦 - 沼尻敬子
- 幼稚園の先生 - 前田悠衣
- 石上の友人 - 三浦義徳
- 喜多川豊彦（丸の内商事長野支社長） - 渡辺裕之
- 塩川健司、宮本千華子、下出丞一、藤林隆志、鴨川孝徳

第2作「信州上田の男性殺人と別所温泉に浮かんだ女性死体…意外な相関関係に挑む2人の刑事が見た哀しき愛憎劇」（2002年）
- 谷口明子（谷口の妻） - 水島かおり
- 高山慎吾（上田東警察署 警部補・湯原の相棒） - 山中聡
- 石野みどり（バーのホステス） - 矢部美穂
- 吉井守（上田東警察署 刑事） - 剛州
- 田倉陽一（別所温泉警察署 刑事） - 加瀬竜彦
- 谷口豊夫（三善電機 総務部長） - 安藤一夫
- 石上誠（谷口の元部下） - 津久井啓太
- 楠根小枝子（楠根の娘） - 神谷涼
- 主婦（谷口家のご近所さん） - 大島蓉子
- ミツエ（バーのママ） - 松阪隆子
- 上田大学病院 医師 - 辻つとむ
- 楠根弘（北陽石油 常務） - 荻島真一
- 家政婦 - 川口節子
- 駅員 - 笹岡兄
- 刑事 - 田村三郎
- 倉田恭子、高橋慎太郎、山上則幸、川手歌織

第3作「防犯システムを欺く完全犯罪！」（2004年）
- 久武純子（久武の妻） - 渡辺梓
- 久武朗（レストランオーナー） - 田中実
- 安川実子（安川の妻） - 山口果林
- 牧野鶴代（さき子の母） - 今井和子
- 牧野さき子（上田市のホステス） - 江口由起
- 北沢正美（諏訪市のホステス） - 街田しおん
- 安川正喜（弁護士） - 早川純一
- 田久保里香（実子の娘） - 岩橋明代
- 田久保アユミ（実子の孫） - 遠藤由実
- 村島育代（法律事務所事務員） - 増子倭文江
- 小田切嘉和（上田市KY電気） - 加納健次
- 野村真由美（上田市のホステス） - 小林香織
- 鴨下（警備員） - 剛州
- 宇田川（警備員） - 山﨑秀樹
- 木村（上田市会社員） - 木川淳一
- 橋本慎吾（ダンス教室生徒） - 来須修二

第4作「諏訪湖に浮かぶ変死体 かばい合う容疑者たち 10年間守り続けた秘密をオルゴールが暴く」（2005年）
- 板倉辰子（ホテル従業員・茂男の妻） - あめくみちこ
- 板倉茂男（オルゴール技師・千代の息子） - 柳沢慎吾
- 吉国昭弘（トラック運転手） - 河西健司
- 板倉千代（資産家） - 原知佐子
- 荒木 - 梅津栄
- 坂田幸二郎 - 坂上二郎
- 桐島絵里香（上諏訪警察署 警部補・湯原の元部下だったが昇進し湯原の上司になる・離婚経験者） - 櫻井淳子
- 宮下ふじ子（先物取引会社の従業員） - 小山田みずき
- 向井（先物取引会社の社長） - 中根徹

## スタッフ
- 原作 - 夏樹静子
- 企画 - 清水賢治（フジテレビ）、瀧山麻士香（フジテレビ）
- プロデューサー - 大下晴義(#1)、堀貞雄（#1、東阪企画）、内丸摂子（東阪企画）
- 脚色 - 岡本克己(#2)
- 脚本 - 岡本克己(#1)、石原武龍(#2 - 4)、高橋祐太(#4)
- 撮影 - 栗林克夫(#1)
- 照明 - 村澤浩一(#1)
- 美術デザイン - 北谷岳之(#1)
- 録音 - 山田均(#1)
- 選曲 - 合田豊(#1)
- 編集 - 末吉俊明(#1)
- VE - 藤森寛明(#1)
- 整音 - 井上公二(#1)
- 効果 - 橋本正二(#1)
- 美術制作 - 肥沼和男(#1)
- 持道具 - 堀江美奈子(#1)
- 衣裳 - 浅田晶子（東京衣裳、#1）
- メイク - 久池智子（#1、ストロベリーキッズ）
- 制作進行 - 井上淳(#1)
- 制作デスク - 横山千賀(#1)
- スチール - 副田フォトエース(#1)
- 車輌 - コンガス(#1)
- 監督 - 山本厚(#1)、鶴巻日出雄(#2 - 4)
- 制作 - フジテレビ、東阪企画

## 放送日程
| 話数 | 放送日         | サブタイトル                                                                                         | 原作                                          | 脚本              | 監督       |
| ---- | -------------- | --- | --------------------------------------------- | ----------------- | ---------- |
| 1    | 2000年09月08日 | 高校時代の親友にかかった殺人容疑!! 謎のカギは被害者に振り込まれていた300万！ 家族愛が生む皮肉な結末… | 「アリバイの彼方に」                          | 岡本克己          | 山本厚     |
| 2    | 2002年10月18日 | 信州上田の男性殺人と別所温泉に浮かんだ女性死体… 意外な相関関係に挑む2人の刑事が見た哀しき愛憎劇      | 「逡巡創（ためらいきず）」 （「影の鎖」所収） | 石原武龍          | 鶴巻日出雄 |
| 3    | 2004年05月14日 | 防犯システムを欺く完全犯罪！                                                                         | 「システムの穴」 （「モラルの罠」所収）       | 石原武龍          | 鶴巻日出雄 |
| 4    | 2005年11月11日 | 諏訪湖に浮かぶ変死体 かばい合う容疑者たち 10年間守り続けた秘密をオルゴールが暴く                     | 「年一回の訪問者」 （「ひとすじの闇に」所収） | 石原武龍 高橋祐太 | 鶴巻日出雄 |